# Gretl Braun
Margarete Berta »Gretl« Braun, nemška fotografinja, tajnica, gospodinja in uradnica, * 31. avgust 1915 München, Kraljevina Bavarska, Nemško cesarstvo, † 10. oktober 1987, Steingaden, Bavarska, Zahodna Nemčija
Gretl je bila ena od dveh sester Eve Braun. Bila je članica ožjega družbenega kroga Adolfa Hitlerja v Berghofu. 
Gretl se je 3. junija 1944 poročila s SS-gruppenführerjem Hermannom Fegeleinom, častnikom za zvezo v Hitlerjevem štabu. Fegelein je bil konec aprila 1945 ustreljen zaradi dezerterstva v zadnjih dneh druge svetovne vojne. 
Gretl je postala Hitlerjeva svakinja po njegovi poroki z Evo, manj kot 40 ur, preden sta se zakonca skupaj ubila.